# Ērgļi
Ērgļi est un pagasts de Lettonie.

## Jumelage
- Kölln-Reisiek (Allemagne) depuis le 5 juillet 2002[1]

## Personnalités
- Rūdolfs Blaumanis (1863-1908) écrivain et dramaturge.

## Galerie

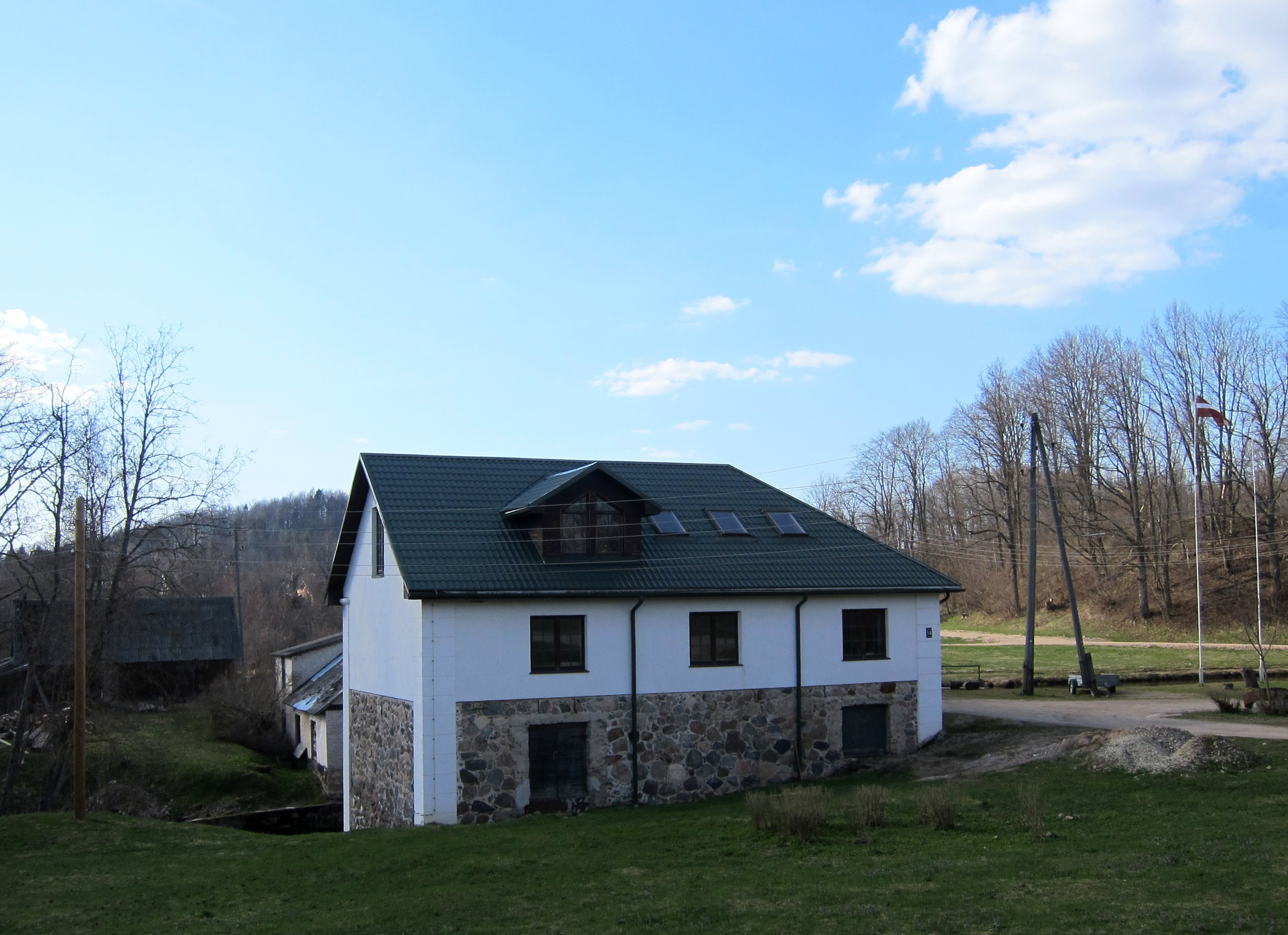
Centrale hydroélectrique de Ērgļi.
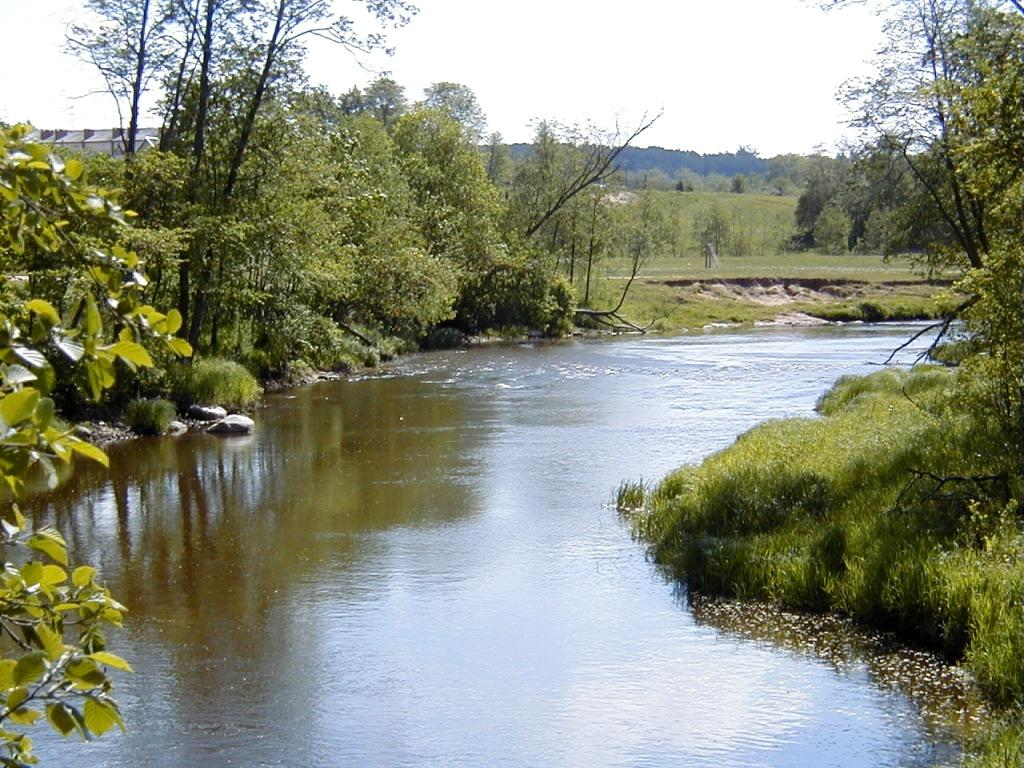
La rivière Ogre.
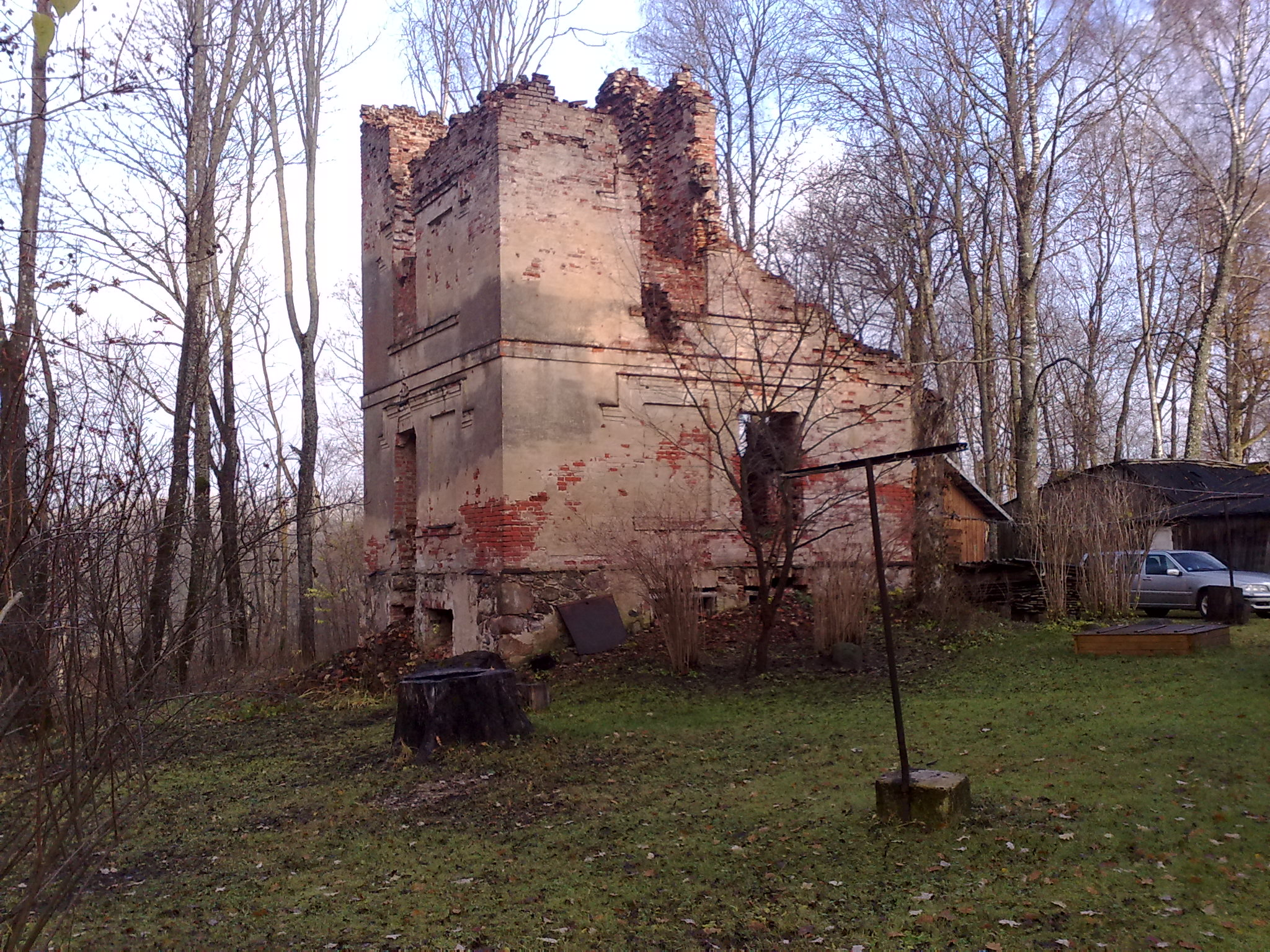
Ruines du château.
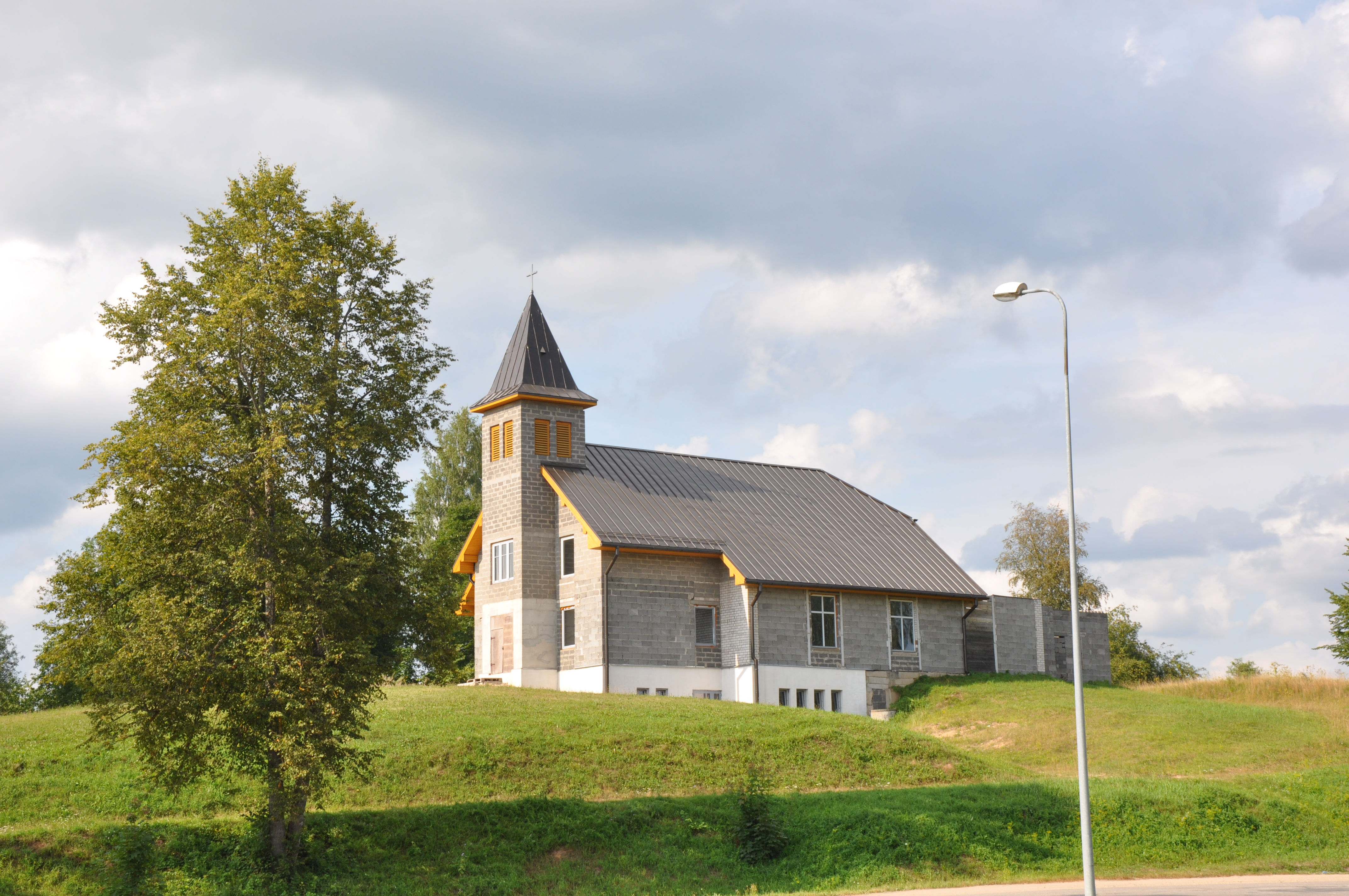
Eglise évangélique.
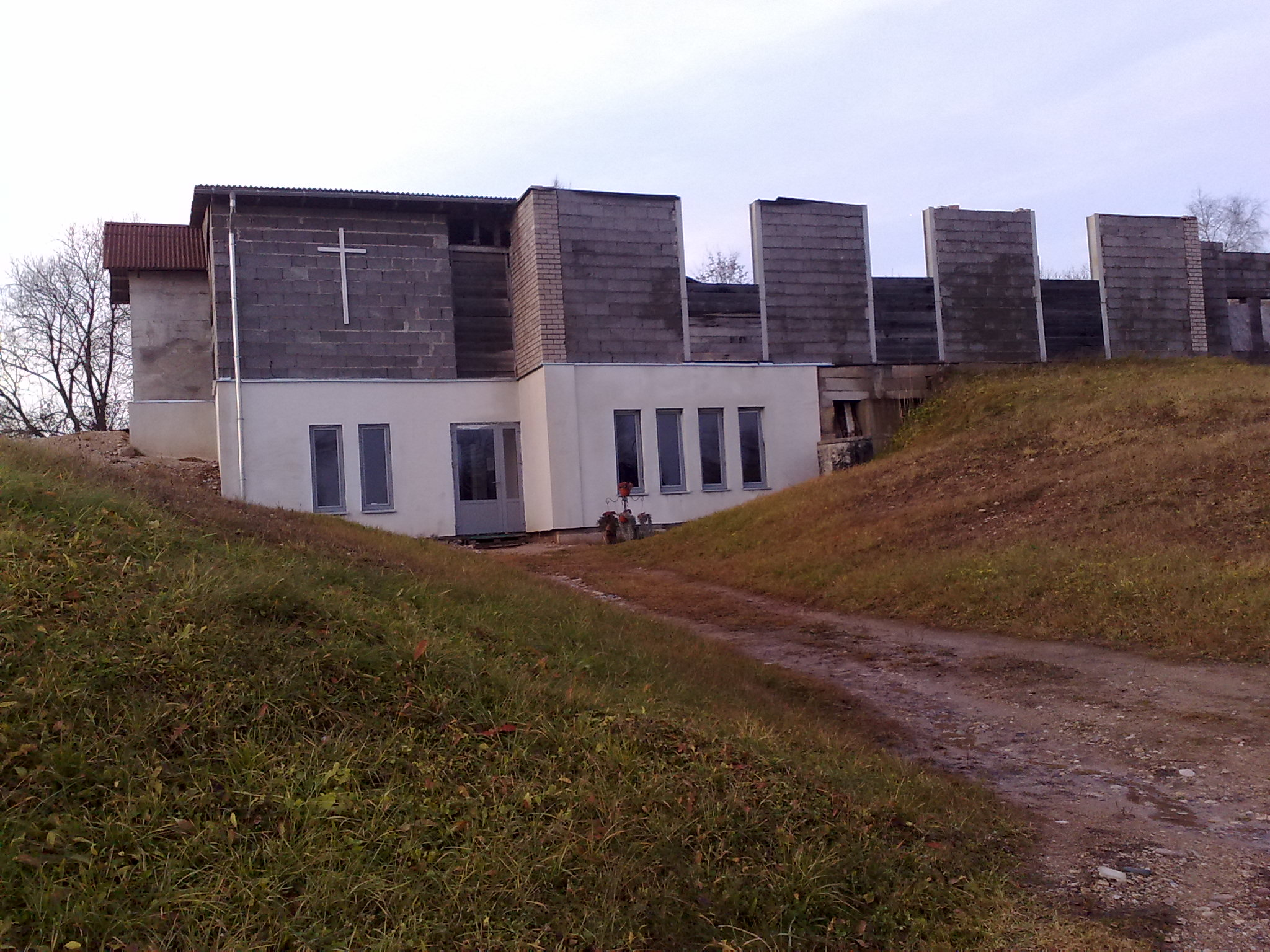
Eglise luthérienne.
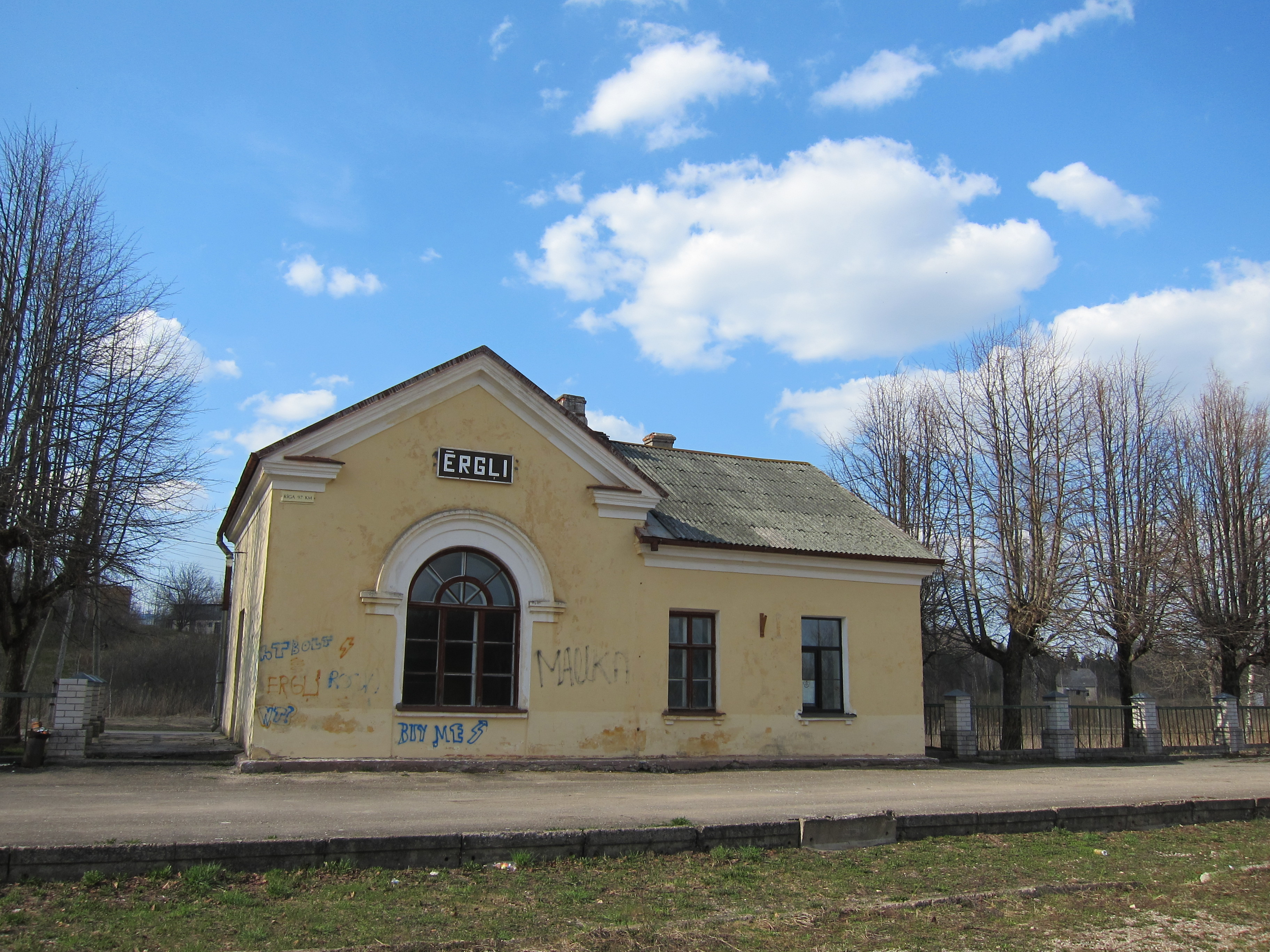
Gage ferroviaire.